# 349
Cette page concerne l'année 349  du calendrier julien. Pour l'année 349 av. J.-C., voir 349 av. J.-C. Pour le nombre 349, voir 349 (nombre).
L'année 349 est une année commune qui commence un dimanche.

## Événements
- 1er avril : Constance II est à Antioche[1].
- 27 mai : Constant est à Sirmium[1].
- Été : Constance II est à Singara, puis à Émèse[1].
- 3 octobre : Constance II est peut-être à Constantinople, où il légifère[1].
- Les Xianbei (Protomongols) dominent le Nord de la Chine, sous les ordres du clan Murong (349-407)[2].

## Décès en 349
- Wei Shuo (en) (Wei Furen), calligraphe chinoise, maître de Wang Xizhi (272-349).